# پایپر پی‌ای-۴۸ انفورسر
پایپر پی‌ای-۴۸ انفورسر (به انگلیسی: Piper_PA-48_Enforcer) یک هواگرد ملخ‌پیشین تک‌موتوره از نوع ضد اغتشاش ساخت شرکت پایپر ایرکرفت است. هواگرد پایپر پی‌ای-۴۸ انفورسر نخستین پروازش را در ۲۹ آوریل ۱۹۷۱ میلادی انجام داد. در مجموع، تعداد ۴ فروند از این هواگرد ساخته شده‌است.در بسیاری از مقاله های نظامی و بر سر زبان نظامیان این جنگنده سبک و زیبا را گنجشک جنگجو نامیده اند.sparrow fighter.